# Pirâmide Negra
Pirâmide Negra (em árabe egípcio: الهرم الأسود) foi construída pelo rei Amenemés III durante o Império Médio (2055–1650 a.C.). É uma das cinco pirâmides restantes dos originais onze pirâmides de Dachur no Egito. Originalmente chamada de "Amenemés é Poderoso e Perfeito", a pirâmide ganhou o nome de Pirâmide Negra por sua aparência escura, como um monte entulho em decomposição. A pirâmide foi a primeira a abrigar tanto o faraó falecido quanto suas rainhas. Jacques de Morgan, em uma missão francesa, começou a escavação nas pirâmides de Dachur em 1892. O Instituto Arqueológico Alemão do Cairo completou a escavação em 1983.[carece de fontes?]
Por volta da 13ª dinastia, a significativa falta de segurança propiciou que os moradores usurpassem o templo do vale para ser usado como um celeiro, sendo que a primeira violação da pirâmide também aconteceu por volta dessa época. Há evidências de trabalhos de restauração talvez 100 anos mais tarde, quando o rei Hor I e sua princesa Nubetepetiquerede foram enterrados em dois dos dez túmulos do eixo norte do invólucro externo.